# Dieter Frey
Dieter Frey (ur. 31 października 1972 w Bogen) – niemiecki piłkarz występujący na pozycji pomocnika.

## Kariera klubowa
Frey jako junior grał w klubach TSV Wiggensbach, FC Kempten oraz FC Augsburg. W 1992 roku trafił do Bayernu Monachium. W jego barwach zadebiutował 19 lutego 1994 w wygranym 3:1 meczu z VfB Leipzig. 12 marca 1994 w wygranym 3:1 spotkaniu z SG Wattenscheid 09 strzelił pierwszego gola w trakcie gry w Bundeslidze. W sezonie 1993/1994 zdobył z klubem mistrzostwo Niemiec. W sezonie 1995/1996 wygrał z Bayernem Puchar UEFA, a także wywalczył z nim wicemistrzostwo Niemiec.
Latem 1996 roku odszedł do innego pierwszoligowego zespołu - SC Freiburg. Pierwszy ligowy mecz zaliczył tam 17 sierpnia 1996 przeciwko Werderowi Brema (3:2). W sezonie 1996/1997 Frey spadł z Freiburgiem do 2. Bundesligi. Wówczas odszedł z klubu.
Trafił do pierwszoligowego Werderu Brema. Zadebiutował tam 2 sierpnia 1997 w przegranym 1:3 ligowym pojedynku z Karlsruher SC. W sezonie 1998/1999 zdobył z zespołem Puchar Niemiec. W Werderze grał do 2001 roku.
Latem 2001 został graczem również pierwszoligowego 1. FC Nürnberg. Pierwszy występ zanotował tam 28 lipca 2001 przeciwko Borussii Dortmund (0:2). W sezonie 2002/2003 spadł z klubem do 2. Bundesligi, a po następnym sezonie zakończył karierę.

## Kariera reprezentacyjna
W 1993 roku Frey rozegrał 5 spotkań w reprezentacji Niemiec U-21.